# Leucopis palliditarsis
Leucopis palliditarsis är en tvåvingeart som beskrevs av Camillo Rondani 1874. Leucopis palliditarsis ingår i släktet Leucopis och familjen markflugor. Inga underarter finns listade i Catalogue of Life.